# FA Trophy
The Football Association Challenge Trophy, conocido como FA Trophy, es una competición oficial anual de fútbol inglés de eliminación directa, organizada por la Football Association para equipos semi-profesionales. Fue creada en 1969. 
Esta copa la disputan los clubes de los niveles 5 a 8 en el sistema de ligas del fútbol inglés desde 2008. Estos son la National League, la Southern League, la Isthmian League y la Northern Premier League.
La final se jugaba en el antiguo Wembley hasta su cierre en el año 2000. Actualmente se disputa en el nuevo Wembley desde el 2007. El récord de más victorias del FA Trophy es compartido por Woking y dos clubes extintos, el Scarborough y el Telford United, con tres victorias cada uno.

## Sedes de la final

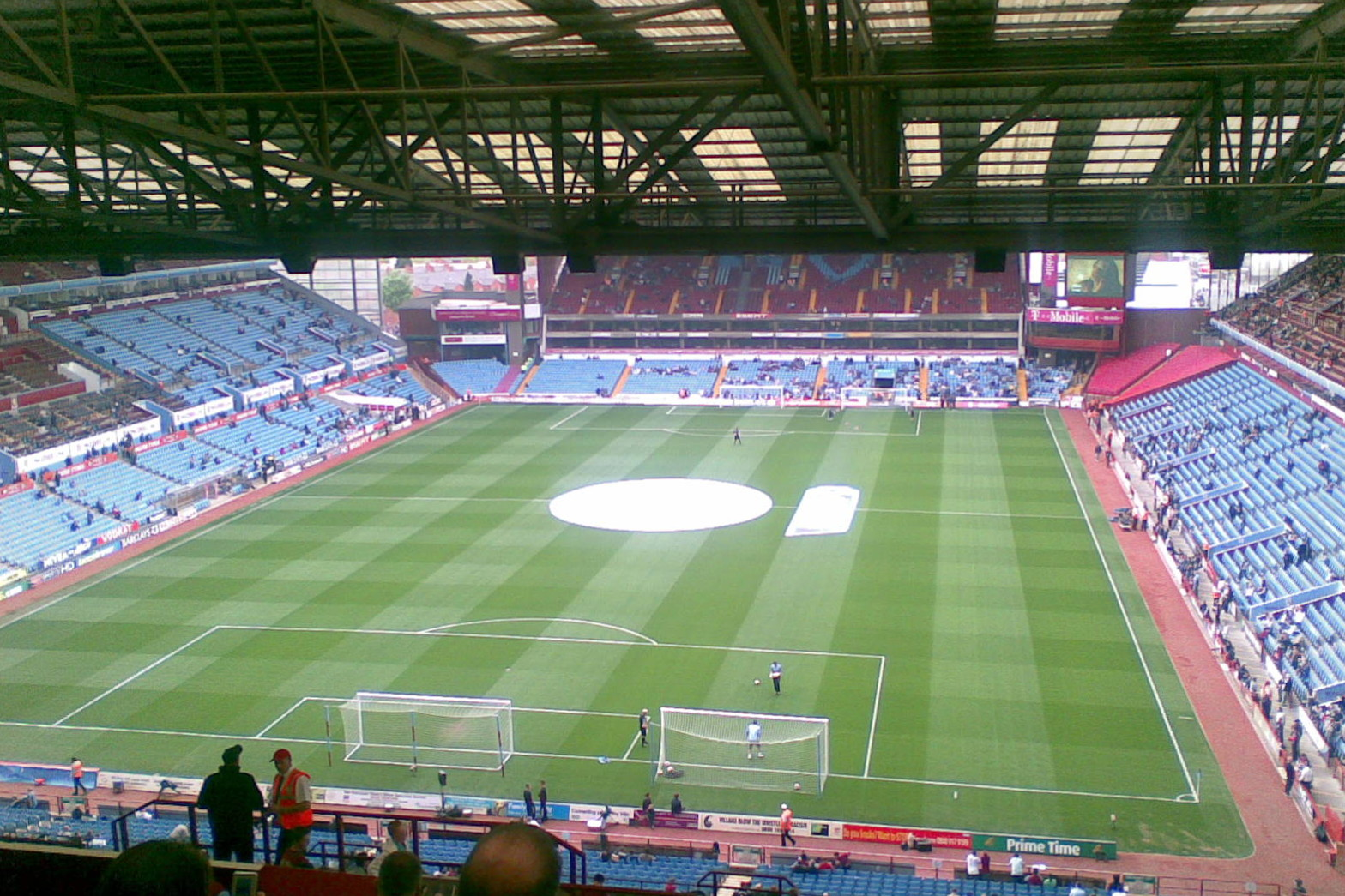
Villa Park hospedó la final del trofeo entre 2001 y 2005.

Tradicionalmente la final se jugaba en el estadio de Wembley, y fue trasladada al Villa Park durante la remodelación de Wembley. en estos años la final también fue jugada en el Boleyn Ground del West Ham United. 
Se volvió a jugar la final desde el año 2007 en el nuevo estadio de Wembley. 

## Campeones y finales del FA Trophy
muReferencia.
| (R) | Partido de desempate                         |
| *   | El encuentro se definió en tiempo extra      |
| †   | El encuentro se definió en tanda de penaltis |

| Edición     | Campeón                | Resultado | Subcampeón             | Sede                          |
| ----------- | ---------------------- | --------- | ---------------------- | ----------------------------- |
| 1969–70     | Macclesfield Town      | 2–0       | Telford United         | Estadio de Wembley (original) |
| 1970–71     | Telford United         | 3–2       | Hillingdon Borough     | Estadio de Wembley (original) |
| 1971–72     | Stafford Rangers       | 3–0       | Barnet                 | Estadio de Wembley (original) |
| 1972–73     | Scarborough            | 2–1       | Wigan Athletic         | Estadio de Wembley (original) |
| 1973–74     | Morecambe              | 2–1       | Dartford               | Estadio de Wembley (original) |
| 1974–75     | Matlock Town           | 4–0       | Scarborough            | Estadio de Wembley (original) |
| 1975–76     | Scarborough            | †3–2 *    | Stafford Rangers       | Estadio de Wembley (original) |
| 1976–77     | Scarborough            | 2–1       | Dagenham               | Estadio de Wembley (original) |
| 1977–78     | Altrincham             | 3–1       | Leatherhead            | Estadio de Wembley (original) |
| 1978–79     | Stafford Rangers       | 2–0       | Kettering Town         | Estadio de Wembley (original) |
| 1979–80     | Dagenham               | 2–1       | Mossley                | Estadio de Wembley (original) |
| 1980–81     | Bishop's Stortford     | 1–0       | Sutton United          | Estadio de Wembley (original) |
| 1981–82     | Enfield                | 1–0 *     | Altrincham             | Estadio de Wembley (original) |
| 1982–83     | Telford United         | 2–1       | Northwich Victoria     | Estadio de Wembley (original) |
| 1983–84     | Northwich Victoria     | 1–1 *     | Bangor City            | Estadio de Wembley (original) |
| 1983–84 (R) | Northwich Victoria     | 2–1       | Bangor City            | Victoria Ground               |
| 1984–85     | Wealdstone             | 2–1       | Boston United          | Estadio de Wembley (original) |
| 1985–86     | Altrincham             | 1–0       | Runcorn                | Estadio de Wembley (original) |
| 1986–87     | Kidderminster Harriers | 0–0 *     | Burton Albion          | Estadio de Wembley (original) |
| 1986–87 (R) | Kidderminster Harriers | 2–1       | Burton Albion          | The Hawthorns                 |
| 1987–88     | Enfield                | 0–0 *     | Telford United         | Estadio de Wembley (original) |
| 1987–88 (R) | Enfield                | 3–2       | Telford United         | The Hawthorns                 |
| 1988–89     | Telford United         | †1–0 *    | Macclesfield Town      | Estadio de Wembley (original) |
| 1989–90     | Barrow                 | 3–0       | Leek Town              | Estadio de Wembley (original) |
| 1990–91     | Wycombe Wanderers      | 2–1       | Kidderminster Harriers | Estadio de Wembley (original) |
| 1991–92     | Colchester United      | 3–1       | Witton Albion          | Estadio de Wembley (original) |
| 1992–93     | Wycombe Wanderers      | 4–1       | Runcorn                | Estadio de Wembley (original) |
| 1993–94     | Woking                 | 2–1       | Runcorn                | Estadio de Wembley (original) |
| 1994–95     | Woking                 | 2–1 *     | Kidderminster Harriers | Estadio de Wembley (original) |
| 1995–96     | Macclesfield Town      | 3–1       | Northwich Victoria     | Estadio de Wembley (original) |
| 1996–97     | Woking                 | 1–0 *     | Dagenham & Redbridge   | Estadio de Wembley (original) |
| 1997–98     | Cheltenham Town        | 1–0       | Southport              | Estadio de Wembley (original) |
| 1998–99     | Kingstonian            | 1–0       | Forest Green Rovers    | Estadio de Wembley (original) |
| 1999–2000   | Kingstonian            | 3–2       | Kettering Town         | Estadio de Wembley (original) |
| 2000–01     | Canvey Island          | 1–0       | Forest Green Rovers    | Villa Park                    |
| 2001–02     | Yeovil Town            | 2–0       | Stevenage Borough      | Villa Park                    |
| 2002–03     | Burscough              | 2–1       | Tamworth               | Villa Park                    |
| 2003–04     | Hednesford Town        | 3–2       | Canvey Island          | Villa Park                    |
| 2004–05     | Grays Athletic         | 1–1 (6:5) | Hucknall Town          | Villa Park                    |
| 2005–06     | Grays Athletic         | 2–0       | Woking                 | Boleyn Ground                 |
| 2006–07     | Stevenage Borough      | 3–2       | Kidderminster Harriers | Estadio de Wembley (nuevo)    |
| 2007–08     | Ebbsfleet United       | 1–0       | Torquay United         | Estadio de Wembley (nuevo)    |
| 2008–09     | Stevenage Borough      | 2–0       | York City              | Estadio de Wembley (nuevo)    |
| 2009–10     | Barrow                 | 2–1 *     | Stevenage Borough      | Estadio de Wembley (nuevo)    |
| 2010–11     | Darlington             | 1–0 *     | Mansfield Town         | Estadio de Wembley (nuevo)    |
| 2011–12     | York City              | 2–0       | Newport County         | Estadio de Wembley (nuevo)    |
| 2012–13     | Wrexham                | 1–1 (4:1) | Grimsby Town           | Estadio de Wembley (nuevo)    |
| 2013–14     | Cambridge United       | 4–0       | Gosport Borough        | Estadio de Wembley (nuevo)    |
| 2014–15     | North Ferriby United   | 3–3 (5:4} | Wrexham                | Estadio de Wembley (nuevo)    |
| 2015–16     | FC Halifax Town        | 1–0       | Grimsby Town           | Estadio de Wembley (nuevo)    |
| 2016–17     | York City              | 3–2       | Macclesfield Town      | Estadio de Wembley (nuevo)    |
| 2017–18     | Brackley Town          | 1–1 (5:4) | Bromley                | Estadio de Wembley (nuevo)    |
| 2018–19     | Fylde                  | 1–0       | Leyton Orient          | Estadio de Wembley (nuevo)    |
| 2019–20     | Harrogate Town         | 1–0       | Concord Rangers        | Estadio de Wembley (nuevo)    |
| 2020–21     | Hornchurch             | 3–1       | Hereford               | Estadio de Wembley (nuevo)    |
| 2021–22     | Bromley                | 1–0       | Wrexham                | Estadio de Wembley (nuevo)    |
| 2022–23     | Halifax Town           | 1–0       | Gateshead              | Estadio de Wembley (nuevo)    |
| 2023–24     | Gateshead              | 2–2 (5:4) | Solihull Moors         | Estadio de Wembley (nuevo)    |
| 2023–24     | Aldershot              | 3–0       | Spennymoor Town        |                               |

- Datos actualizados hala ultima final disputada el 11 de mayo de 2024.